# Kornhaus (Bad Doberan)

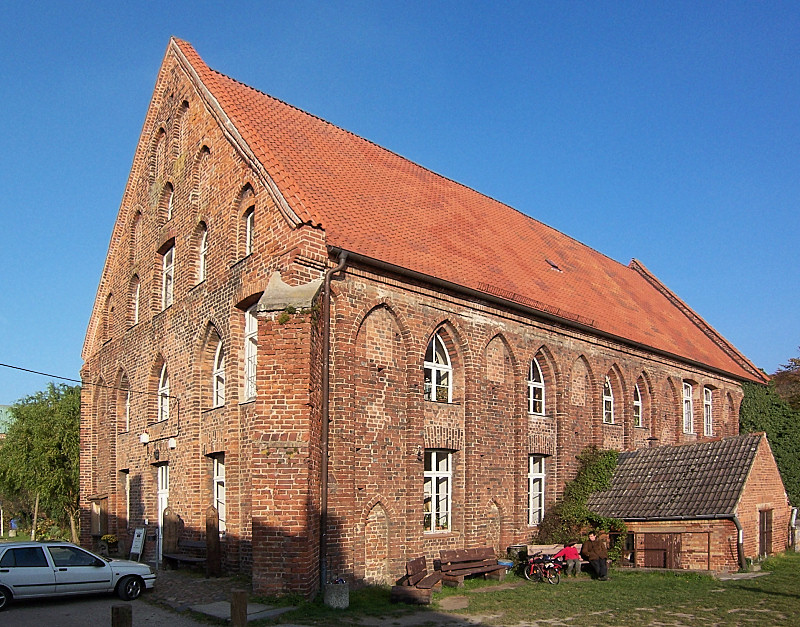
Kornhaus im Jahre 2007 (vor der Sanierung)

Das Kornhaus ist ein Gebäude auf dem Doberaner Klostergelände, das den Zisterziensermönchen zur Kornlagerung diente.
Heute ist es ein soziokulturelles Begegnungszentrum für jede Altersgruppe und bietet  viele Veranstaltungen an.

## Geschichte
Das Kornhaus wurde im 13. Jahrhundert nach dem Stil französischer Gotik erbaut. Es wurde von den Zisterziensermönchen lange als Kornspeicher genutzt. Das Lagervolumen von 1440 m3 Korn verweist auf die bedeutende Kraft der Doberaner Zisterzienser. Ende des 18. Jahrhunderts wurde das Kornhaus als herzoglicher Pferdestall genutzt. Das Kornhaus besitzt außerdem ein Café und seit 1995 einen Freiland-Brotbackofen.
Ein besonderer Ort für viele Gäste ist der Klostergarten aus dem Jahre 2002, der eine klösterliche Vergangenheit widerspiegelt. In den Sommermonaten finden unterschiedliche Veranstaltungen in der danebenliegenden Ruine des Wirtschaftsgebäudes statt. Im Jahre 2011 wurde eine aufwendige Sanierung des gesamten Gebäudes durchgeführt.
Heute wird das Kornhaus als  Begegnungsstätte für Kinder und Jugendliche genutzt. Im Kornhaus existiert eine Jugendkunstschule, die sich zu einem wichtigen Ort der kulturellen Bildung entwickelt hat. Sie bietet gestalterische Kurse für Kinder und Erwachsene an.

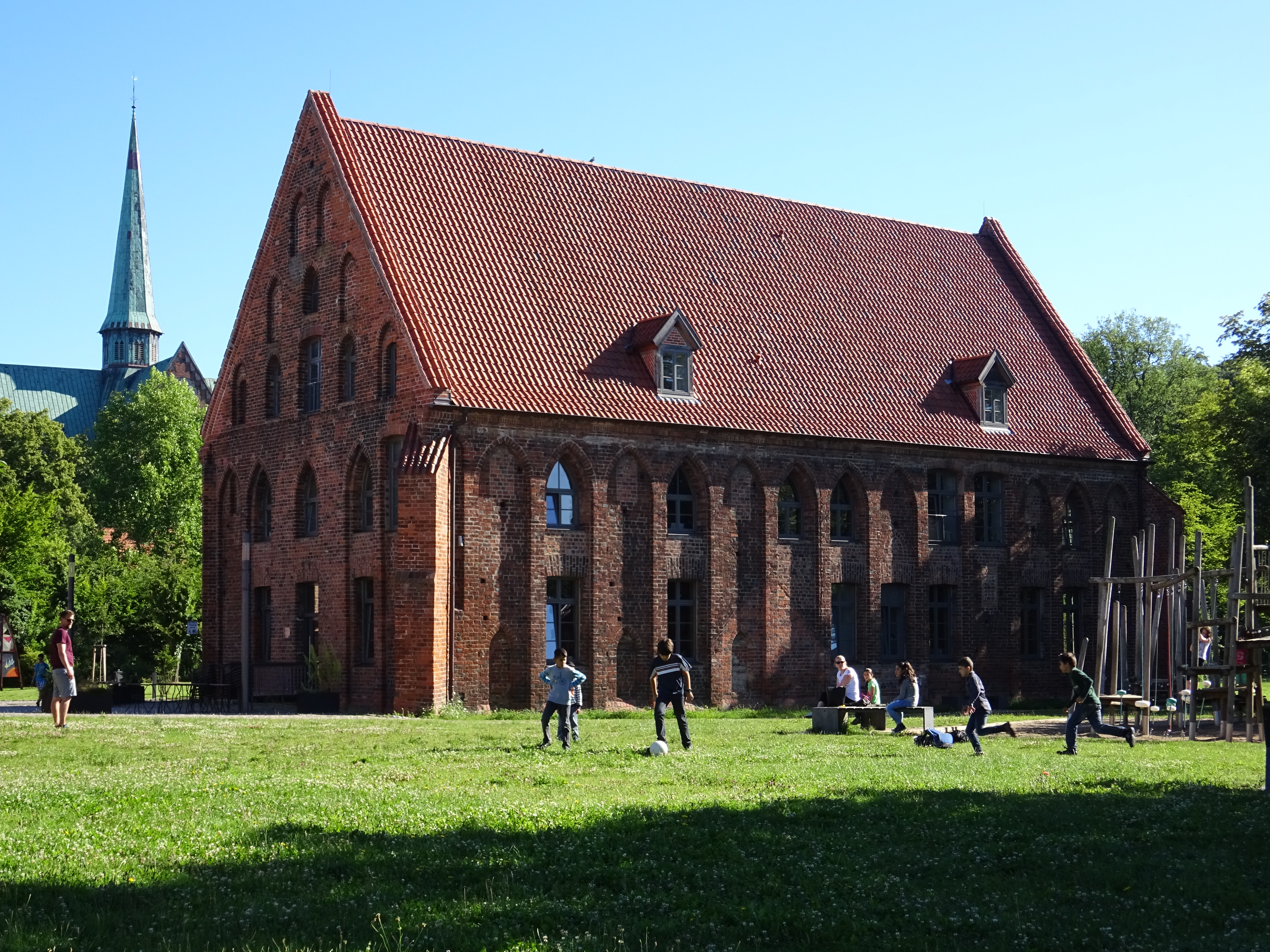
Kornhaus im Jahre 2016 (nach der Sanierung)
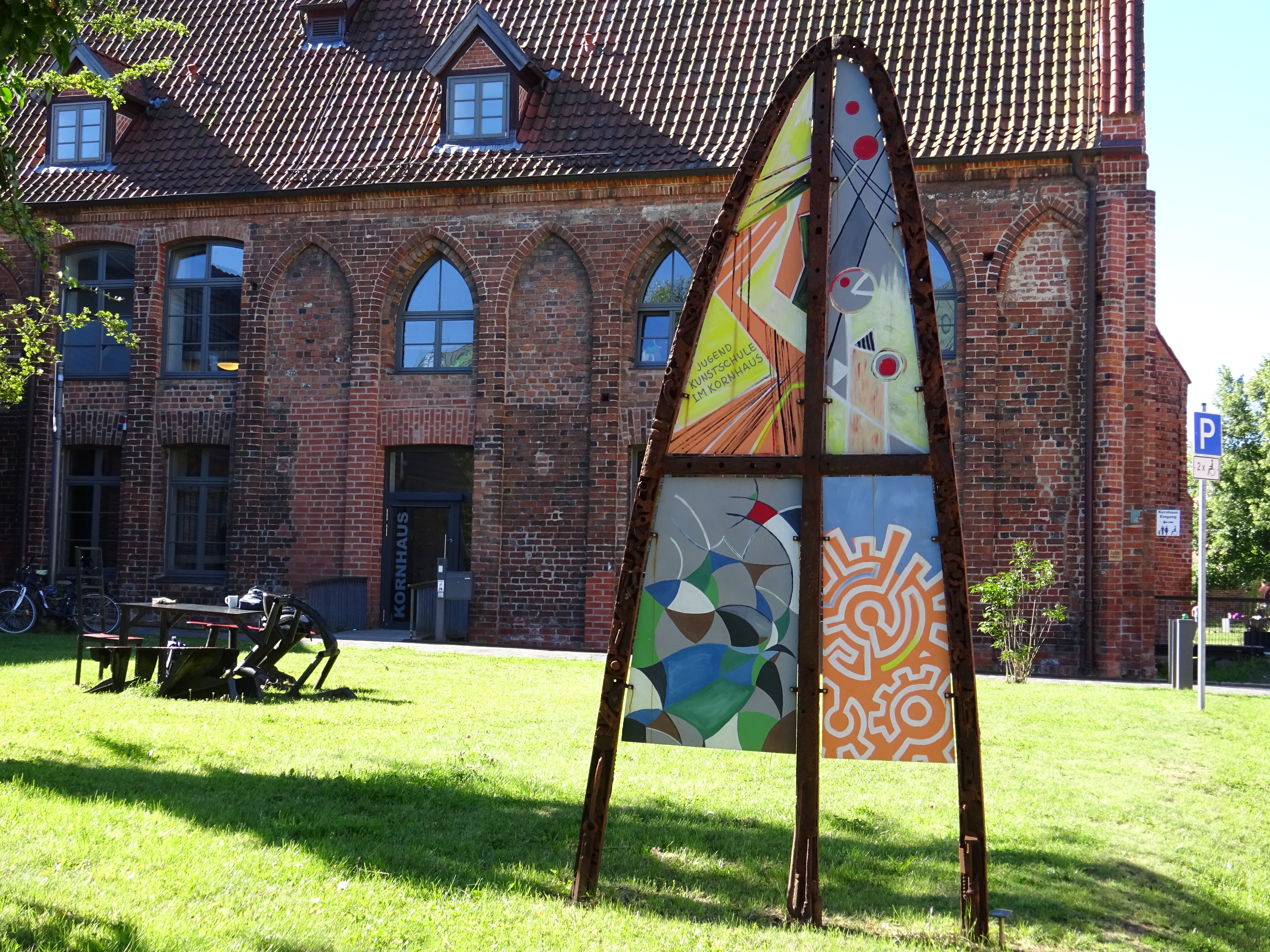
Jugendkunstschule im Kornhaus
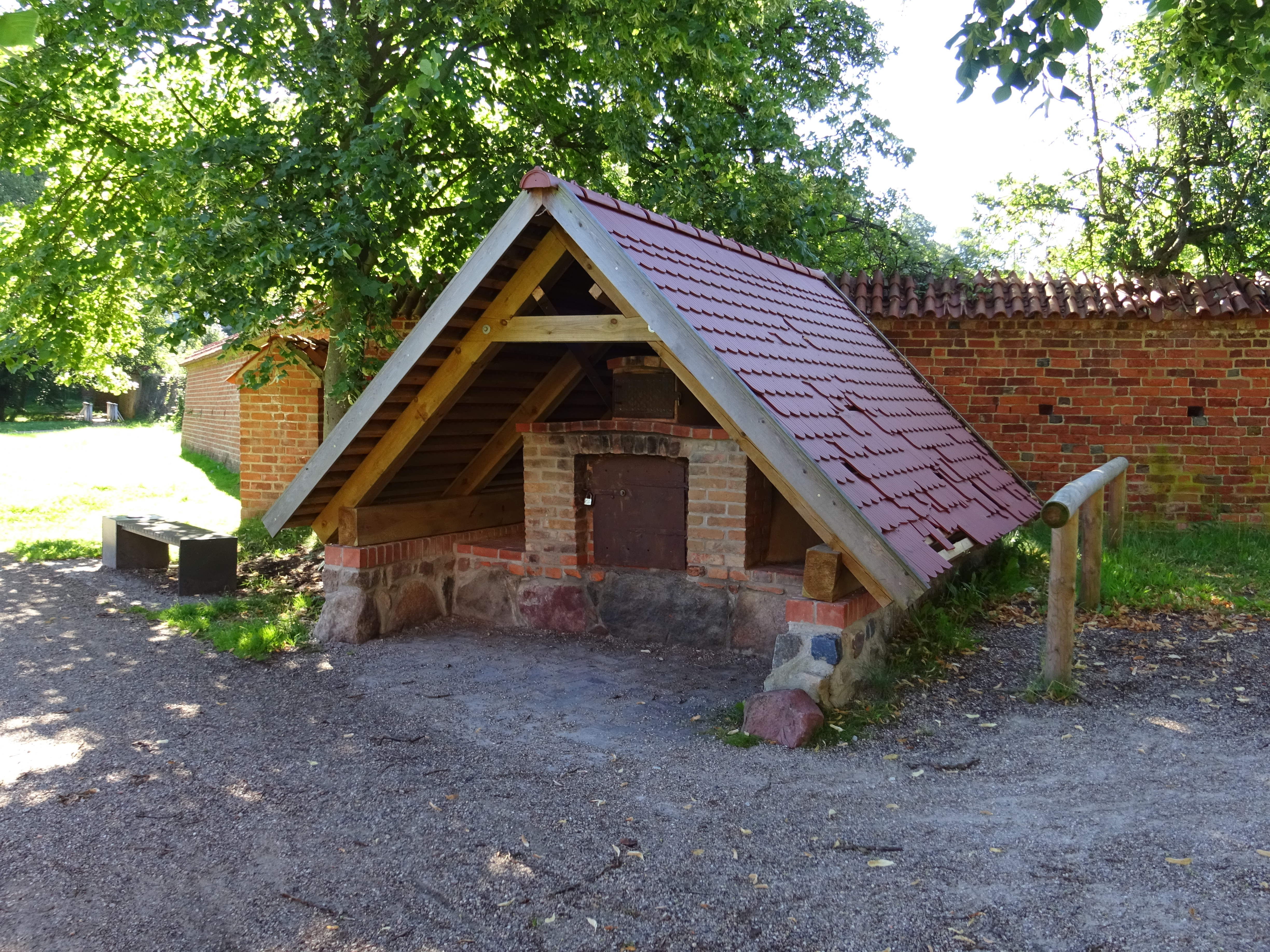
Freiland-Brotbackofen am Kornhaus
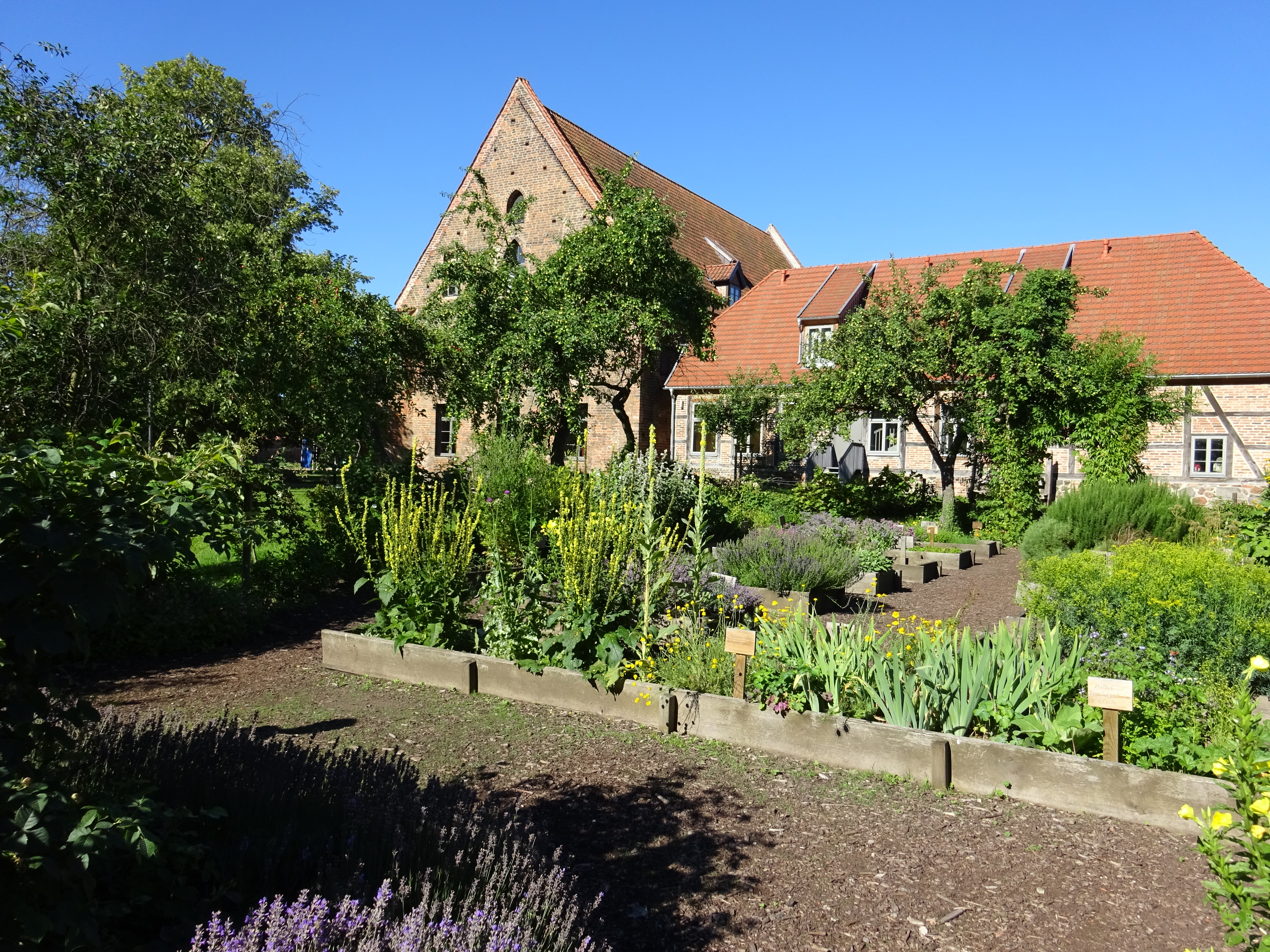
Klostergarten hinter dem Kornhaus